# Imhotep
Imhotep (Egypten, ukendt fødselsår til ca 2649 f.Kr) var vesir for faraoen Djoser under det tredje egyptiske dynasti. Han var en af de største gammel-egyptiske vismænd og ypperstepræst for guden Ptah [kilde mangler]. Han har haft stor indflydelse inden for blandt andet medicin og arkitektur.
Han er bedst kendt som arkitekten bag den første "rigtige" egyptiske pyramide – Djosers trinpyramide i Sakkara. Det menes at være Imhoteps planer for pyramidebygning, der har inspireret og været anvendt til alle senere opførelser af pyramider i det gamle Egypten (herunder de nok mest kendte, pyramiderne i Giza udenfor det moderne Kairo).
Imhotep blev i det gamle Egypten regnet for at være medicinens og lægegerningens fader. Han blev ca 2000 år efter sin død ophøjet til gud (Ptahs søn) for lægevidenskab og helbredelse [kilde mangler]. I denne skikkelse er der direkte linjer fra Imhotep til den græske lægegud Asklepios, og herigennem til den medicin, der praktiseres i Vesten i dag.
 Der er for få eller ingen kildehenvisninger i denne artikel, hvilket er et problem. Du kan hjælpe ved at angive troværdige kilder til de påstande, som fremføres i artiklen.